# بیشینه دمایی بحرانی
در جانورشناسی، بیشینه دمایی بحرانی عبارت است از دمایی برای که یک گونه که بالاتر از آن برای جانور خطرناک بوده و باعث ناتوانی حرکتی در جانور و مرگ آن می‌شود. چنین چیزی به ویژه در خواب تابستانی اهمیت پیدا می‌کند؛ هنگامی که تحت شرایطی جانور نمی‌تواند حرکت کند و زیستگاهی با دمای خنک‌تر را بیابد و در نهایت باعث مرگ می‌شود.

## نوشتارهای وابسته
- خواب تابستانی
- فیزیولوژی
- کندی